# Eremaphanta popovi
Eremaphanta popovi is een vliesvleugelig insect uit de familie Melittidae. De wetenschappelijke naam van de soort is voor het eerst geldig gepubliceerd in 2006 door Michez.